# Dilema de la cena
En teoría de juegos, el dilema de la cena o el dilema del comedor sin escrúpulos es un dilema del prisionero de n-jugadores. La situación imaginada es que varias personas salen a comer, y antes de ordenar, acuerdan dividir la cuenta en partes iguales entre todos ellos. Cada individuo debe ahora elegir si desea ordenar el plato caro o barato. Se presupone que el plato caro es mejor que el más barato, pero no lo suficiente como para garantizar el pago de la diferencia en comparación con comer solo. Cada individuo razona que el gasto que añaden a su factura por pedir el artículo más caro es muy pequeña, por lo que el plato más caro vale la pena por el poco dinero que se va a pagar. Sin embargo, todos los individuos terminan pensando de esta manera y cada uno va a pagar por el costo de la comida más cara, que, por supuesto, es peor para todos que pedir y pagar por la comida barata.

## Definición formal y el análisis de equilibrio
Sea g representa la utilidad de comer la comida cara, b la utilidad de comer la comida barata, h es el costo de la comida cara, l el costo de la comida barata, y n el número de jugadores. De la descripción anterior se tiene el siguiente orden {\displaystyle h-l>g-b}. Además, con el fin de hacer el juego bastante similar al del dilema del prisionero suponemos que uno preferiría pedir las comidas costosas dado que otros ayudarán a sufragar el coste, {\displaystyle g-{\frac {1}{n}}h>b-{\frac {1}{n}}l}
Considere un conjunto arbitrario de las estrategias por el oponente de un jugador. Que el costo total de las comidas del otro jugador sea x. El costo de ordenar la comida barata es {\displaystyle {\frac {1}{n}}x+{\frac {1}{n}}l} y el costo de ordenar la comida es caro {\displaystyle {\frac {1}{n}}x+{\frac {1}{n}}h}. Así las utilidades para cada comida son {\displaystyle g-{\frac {1}{n}}x-{\frac {1}{n}}h} para la comida cara y {\displaystyle b-{\frac {1}{n}}x-{\frac {1}{n}}l} para la comida más barata. Por supuesto, la utilidad de ordenar la comida cara es más alta. Recuerde que la elección de las estrategias de los oponentes fue arbitraria y que la situación es simétrica. Esto demuestra que la cara comida es estrictamente dominante y por lo tanto el único equilibrio de Nash .
Si todo el mundo pide la comida cara todos los comensales pagan h y su utilidad total es {\displaystyle g-h}. Por otro lado, si todos los individuos habían ordenado la comida barata, su utilidad habría sido {\displaystyle b-l}. Dado que por supuesto {\displaystyle b-l>g-h}, todo el mundo estaría mejor. Esto demuestra la similitud entre el dilema de la Cena y el dilema del prisionero. Al igual que el dilema del prisionero, todo el mundo está peor al tocar el equilibrio único de lo que hubieran sido si colectivamente persiguen otra estrategia.